# Асен Манолов
Асен Манолов е български балетист и хореограф.

## Биография
Асен Манолов е роден на 22 юли 1908 г. в София. Баща му – ген. Стоян Манолов е един от най-авторитетните софиянци в управата на столицата. Майка му – Теодора Манолова е артистична натура, музикална и с будно гражданско чувство. От нея Асен Манолов наследява своя усет за красивото и изящното.
Асен Манолов започва да се занимава с балет в школата към Народната опера в София при хореографа Анастас Петров – първия българин получил професионална балетна подготовка (който е само с 9 години по-възрастен от ученика си). В състава на Софийската опера е през периода 1928 – 1930 г. Специализира в Германия. През 1932 г., след повторна специализация в Берлин, става солист и главен балетмайстор на оперетния театър „Одеон“ в София. През 1936 г., по покана на руския балетмайстор Макс Фроман, който по това време работи в Софийска народна опера, Асен Манолов прави своя творчески дебют в неговите постановки на симфоничната сюита „Шехерезада“ по музика на Римски-Корсаков и половецките танци в операта „Княз Игор“ по музика на Бородин. Работата на Асен Манолов като солист и хореограф оформя вкуса и възгледите му под въздействие на столични оперетни театри – театър „Одеон“ (1932 – 1946), Художествен оперетен театър (1944 – 1947), Държавен музикален театър (1963).
Асен Манолов изиграва решаваща роля за развитието на балета в извънстоличните театри на Варна, Стара Загора и Русе. Най-продължителен и плодотворен е престоят му в дунавския град. Асен Манолов идва в Русенската опера в началото на петдесетте години по покана на тогавашния ѝ директор Георги Чендов. Манолов се запознава с младия, неукрепнал в техническо отношение, но амбициозен балетен състав. В Русе са и най-успешните му постановки. Преди да пристъпи към по-сериозна творческа задача, той поставя танците в операта „Продадена невеста“ от Сметана (1951) и в оперетата „Волният вятър“ от Дунаевски (1953). Първата балетна постановка, която прави на русенска сцена е „Шехерезада“ по музика на Николай Римски-Корсаков (1954). В рамките на един сезон балетът се играе 20 пъти на сцената на Драматичния театър при пълен салон. Следваща стъпка на хореографа е постановка на балета „Съперница“ от Хертел (1953). За качествата на балетния спектакъл говори и фактът, че когато е изнесен пред софийска публика, е изигран още два пъти поради големия интерес на зрителите. Запомнящи се остават и балетните танци „Малка нощна музика“ към операта „Театралният директор“ на Моцарт и постановката с голям режисьорски замах и богатство на танцовия език – балетът „Болеро“ от Равел.
Заслугите на Асен Манолов за Русенската опера като балетмайстор, хореограф и педагог са в няколко посоки: той изгражда професионален балетен състав и го довежда до нивото на най-добрите извънстолични трупи и създава спектакли, знакови за Русе и за страната ни.
След пенсионирането си през 1968 г. Асен Манолов се завръща в София. Продължава да следи културния живот, не пропуска спектакли на свои ученици. Последните години от живота си прекарва в Дом за възрастни хора в Дървеница. Умира през 1983 г. в София.
В негова памет, балетната зала към Русенската опера е наречена на негово име. Там, на входа, е поставен портретът му като пример за човек с достойно изпълнена мисия – да положи основите на професионален балет в Русенската опера.
За Асен Манолов е създаден филм – „В плен на Терпсихора“. Автори на филма са Костадинка Райкова и Петя Пантева, оператор е Стилян Антонов, тонрежисьор и музикален оформител е Елена Джелепова, а режисьор Елена Машкова.